# Corgnac-sur-l'Isle

Corgnac-sur-l'Isle este o comună în departamentul Dordogne din sud-vestul Franței. În 2009 avea o populație de 801 de locuitori.

## Evoluția populației
| An        | 1975 | 1982 | 1990 | 1999 | 2006 | 2009 |
| --------- | ---- | ---- | ---- | ---- | ---- | ---- |
| Populație | 957  | 866  | 888  | 840  | 809  | 801  |